# نيليس ليه أردريس
نيليس ليه أردريس (بالفرنسية: Nielles-lès-Ardres)‏ هي بلدية تقع في إقليم باد كاليه من منطقة نور با دو كاليه في شمال فرنسا. تبلغ مساحة هذه المدينة 4.48 (كم²)، وترتفع عن سطح البحر 9 م، يبلغ عدد سكانها 482 نسمة حسب إحصاء المعهد الوطني للإحصاء والدراسات الاقتصادية سنة 2009 م. وترأس Jacques Henard البلدية خلال فترة (2008-2014).